# Буфалино, Билл
Уильям Юджин Буфалино (13 апреля 1918 — 12 мая 1990) — американский адвокат, представлявший Межнациональное братство водителей грузового транспорта (МБВГТ) с 1947 до 1971 года. В 1982 году вышел на пенсию. Билл Буфалино тесно сотрудничал с Джимми Хоффой до исчезновения (и вероятного убийства) последнего в 1975 году. Билл был названным двоюродным братом мафиози Рассела Буфалино (на самом деле они не были родственниками), известного в северо-восточной Пенсильвании.

## Ранние годы
Буфалино родился в Питтстоне, штат Пенсильвания, был одним из девяти детей в семье шахтеров. В течение двух лет учился в римско-католическом семинарии, прежде чем начать изучение права. Окончил юридическую школу Дикинсона в 1942 году. Во время Второй мировой войны служил в армии. Имел звание лейтенанта и работал в генеральном корпусе судьи армии. После возвращения из армии начал заниматься правом в 1947 году.

## Карьера
Почти 25 лет Буфалино представлял интересы лидера братства Джимми Хоффа. Он помогал братству и Хоффу бороться против обвинения в рэкете. Буфалино представлял братство семь раз в суде и выиграл пять дел. В конце концов Хоффа попал в тюрьму за подкуп присяжных .
Буфалино был представителем Братства течение 20 лет, занимая должность президента в Local 985 в районе Детройта. Расследование комитетом Сената описал Local 985 как «агентство сбора бандитских спекулянтов». Буфалино неоднократно обвинялся в связях с мафией . Он подал иск в суд на сенатора Джона Л. Макклеллана, демократа из Арканзаса, и Роберта Ф. Кеннеди за то, что они осквернили его репутацию, обвинив в связи с организованной преступностью. Этот иск он проиграл.
В 1975 году Хоффа исчез. Буфалино утверждал, что Хоффа был убит агентами ЦРУ, потому знал о возможном плане правительства использовать членов мафии для убийства президента Кубы Фиделя Кастро. Буфалино говорил, что Хоффа критиковал Роберта Ф. Кеннеди и пользовался услугами частного шпиона Бернарда Шпинделя для прослушивания дома Мэрилин Монро, чтобы шпионить за Кеннеди.
Последние годы на пенсии Буфалино провел на Помпано-Бич, штат Флорида.

## Смерть
Уильям Буфалино умер 12 мая 1990 от лейкемии в больнице Holy Cross в Форт-Лодердейле, штат Флорида.

## Образ в кино
Рэй Романо сыграл Буфалино в криминальной драме «Ирландец» американского режиссёра Мартином Скорсезе 2019 года.